# Bahnstrecke Mikułowa–Bogatynia
| Streckennummer: | 290 (D29)            |                                                  |                                                  |
| Kursbuchstrecke (PKP): | 260 (2000)           |                                                  |                                                  |
| Streckenlänge: | 32,468 km            |                                                  |                                                  |
| Spurweite: | 1435 mm (Normalspur) |                                                  |                                                  |
| Streckengeschwindigkeit: | 80 km/h              |                                                  |                                                  |
| |                      |                                                  |                                                  |
| \| \| \| von Wrocław Świebodzki \| \| \| \| 0,292 \| Mikułowa früher Nikolausdorf \| Mikułowa früher Nikolausdorf \| \| \| \| nach Görlitz/Zgorzelec \| \| \| \| \| von Podg. Studniska \| \| \| \| 0,850 \| Podg. Las \| Podg. Las \| \| \| 3,373 \| Sulików früher Schönberg (Oberlausitz) \| Sulików früher Schönberg (Oberlausitz) \| \| \| 8,390 \| Podg. Wilka \| Podg. Wilka \| \| \| \| nach Zawidów \| \| \| \| \| von Podg. Wilka 2 \| \| \| \| 9,168 \| Podg. Wilka 1 \| Podg. Wilka 1 \| \| \| \| nach Görlitz \| \| \| \| 12,392 \| Radomierzyce \| Radomierzyce \| \| \| \| Witka \| \| \| \| \| Witka \| \| \| \| \| von Hagenwerder \| \| \| \| 14,437 \| Podg. Ręczyn \| Podg. Ręczyn \| \| \| 17,514 \| Krzewina Zgorzelecka früher Ostritz \| 207 m \| \| \| 19,170 \| Bratków Zgorzelecki früher Marienthal (Sachs) \| 223 m \| \| \| 24,674 \| Lausitzer Neiße (Staatsgrenze Polen–Deutschland) \| Lausitzer Neiße (Staatsgrenze Polen–Deutschland) \| \| \| \| Rosenthal \| 220 m \| \| \| 24,930 \| Lausitzer Neiße (Staatsgrenze Deutschland–Polen) \| Lausitzer Neiße (Staatsgrenze Deutschland–Polen) \| \| \| 25.777 \| Rohnau \| 224 m \| \| \| 26,118 \| Podg. Trzciniec Zgorzelecki \| Podg. Trzciniec Zgorzelecki \| \| \| \| nach Zittau \| \| \| \| 27,396 \| Turoszów \| Turoszów \| \| \| \| Schmalspurbahn nach Bogatynia Wąsk. \| \| \| \| 27,405 \| Anschluss Turoszów Elektrownia \| Anschluss Turoszów Elektrownia \| \| \| 28,880 \| Anschluss Bogatynia KWB \| Anschluss Bogatynia KWB \| \| \| 29,691 \| Turoszów Kopalnia \| Turoszów Kopalnia \| \| \| 31,190 \| Anschluss KWB Tur \| Anschluss KWB Tur \| \| \| 32,760 \| Bogatynia \| Bogatynia \| |                      |                                                  |                                                  |
| Strecke |                      | von Wrocław Świebodzki                           | von Wrocław Świebodzki                           |
| Bahnhof | 0,292                | Mikułowa früher Nikolausdorf                     | Mikułowa früher Nikolausdorf                     |
| Abzweig ehemals geradeaus und nach rechts |                      | nach Görlitz/Zgorzelec                           | nach Görlitz/Zgorzelec                           |
| Abzweig ehemals geradeaus und von rechts |                      | von Podg. Studniska                              | von Podg. Studniska                              |
| ehemalige Blockstelle | 0,850                | Podg. Las                                        | Podg. Las                                        |
| Bahnhof | 3,373                | Sulików früher Schönberg (Oberlausitz)           | Sulików früher Schönberg (Oberlausitz)           |
| Blockstelle | 8,390                | Podg. Wilka                                      | Podg. Wilka                                      |
| Abzweig geradeaus und nach links |                      | nach Zawidów                                     | nach Zawidów                                     |
| Abzweig geradeaus und von links |                      | von Podg. Wilka 2                                | von Podg. Wilka 2                                |
| Blockstelle | 9,168                | Podg. Wilka 1                                    | Podg. Wilka 1                                    |
| Abzweig geradeaus und ehemals nach rechts |                      | nach Görlitz                                     | nach Görlitz                                     |
| ehemaliger Haltepunkt / Haltestelle | 12,392               | Radomierzyce                                     | Radomierzyce                                     |
| Brücke über Wasserlauf |                      | Witka                                            | Witka                                            |
| Brücke über Wasserlauf |                      | Witka                                            | Witka                                            |
| Abzweig geradeaus und von rechts |                      | von Hagenwerder                                  | von Hagenwerder                                  |
| Blockstelle | 14,437               | Podg. Ręczyn                                     | Podg. Ręczyn                                     |
| Bahnhof | 17,514               | Krzewina Zgorzelecka früher Ostritz              | 207 m                                            |
| Haltepunkt / Haltestelle | 19,170               | Bratków Zgorzelecki früher Marienthal (Sachs)    | 223 m                                            |
| Grenze auf Brücke über Wasserlauf | 24,674               | Lausitzer Neiße (Staatsgrenze Polen–Deutschland) | Lausitzer Neiße (Staatsgrenze Polen–Deutschland) |
| ehemaliger Haltepunkt / Haltestelle |                      | Rosenthal                                        | 220 m                                            |
| Grenze auf Brücke über Wasserlauf | 24,930               | Lausitzer Neiße (Staatsgrenze Deutschland–Polen) | Lausitzer Neiße (Staatsgrenze Deutschland–Polen) |
| ehemaliger Haltepunkt / Haltestelle | 25.777               | Rohnau                                           | 224 m                                            |
| Blockstelle | 26,118               | Podg. Trzciniec Zgorzelecki                      | Podg. Trzciniec Zgorzelecki                      |
| Abzweig geradeaus und nach rechts |                      | nach Zittau                                      | nach Zittau                                      |
| Bahnhof | 27,396               | Turoszów                                         | Turoszów                                         |
| Abzweig geradeaus und ehemals nach rechts |                      | Schmalspurbahn nach Bogatynia Wąsk.              | Schmalspurbahn nach Bogatynia Wąsk.              |
| Abzweig geradeaus und nach links | 27,405               | Anschluss Turoszów Elektrownia                   | Anschluss Turoszów Elektrownia                   |
| Abzweig geradeaus und nach rechts | 28,880               | Anschluss Bogatynia KWB                          | Anschluss Bogatynia KWB                          |
| ehemaliger Haltepunkt / Haltestelle | 29,691               | Turoszów Kopalnia                                | Turoszów Kopalnia                                |
| Abzweig ehemals geradeaus und nach rechts | 31,190               | Anschluss KWB Tur                                | Anschluss KWB Tur                                |
| Kopfbahnhof Streckenende (Strecke außer Betrieb) | 32,760               | Bogatynia                                        | Bogatynia                                        |

Die Bahnstrecke Mikułowa–Bogatynia ist eine Eisenbahnverbindung in Polen. Sie zweigt in Mikułowa (Nikolausdorf) von der Bahnstrecke Wrocław Świebodzki–Zgorzelec ab und führt über Sulików (Schönberg) nach Bogatynia (Reichenau).

## Geschichte
Nach dem Ende des Zweiten Weltkrieges kam ein zwischen der Lausitzer Neiße im Westen und dem tschechischen Friedländer Zipfel im Osten liegendes Gebiet zu Polen, das mit dem Rest des Landes nur über einen schmalen Korridor im Norden verbunden ist. Die bis 1945 in dieser Gegend existierenden Eisenbahnstrecken konnten durch die neue Grenzziehung entstandene Verkehrsbedürfnisse nicht abdecken. Der nun auf polnischem Gebiet liegende Bahnhof Zawidów (früher Seidenberg), Grenzbahnhof zur Tschechoslowakei, hatte keine direkte Anbindung an das polnische Eisenbahnnetz. Die vorher existierende Bahnstrecke Görlitz–Zawidów in Richtung Westen war zudem durch die Oder-Neiße-Grenze ganz unterbrochen worden. Die PKP besaß bis zu diesem Zeitpunkt auch keinen Zugang zum polnischen Teil der Bahnstrecke Zittau–Hagenwerder (Neißetalbahn). Besonders wichtig war die Eisenbahnverbindung jedoch für die großen nun auf polnischem Gebiet liegenden Braunkohlevorkommen um den Tagebau Turów.

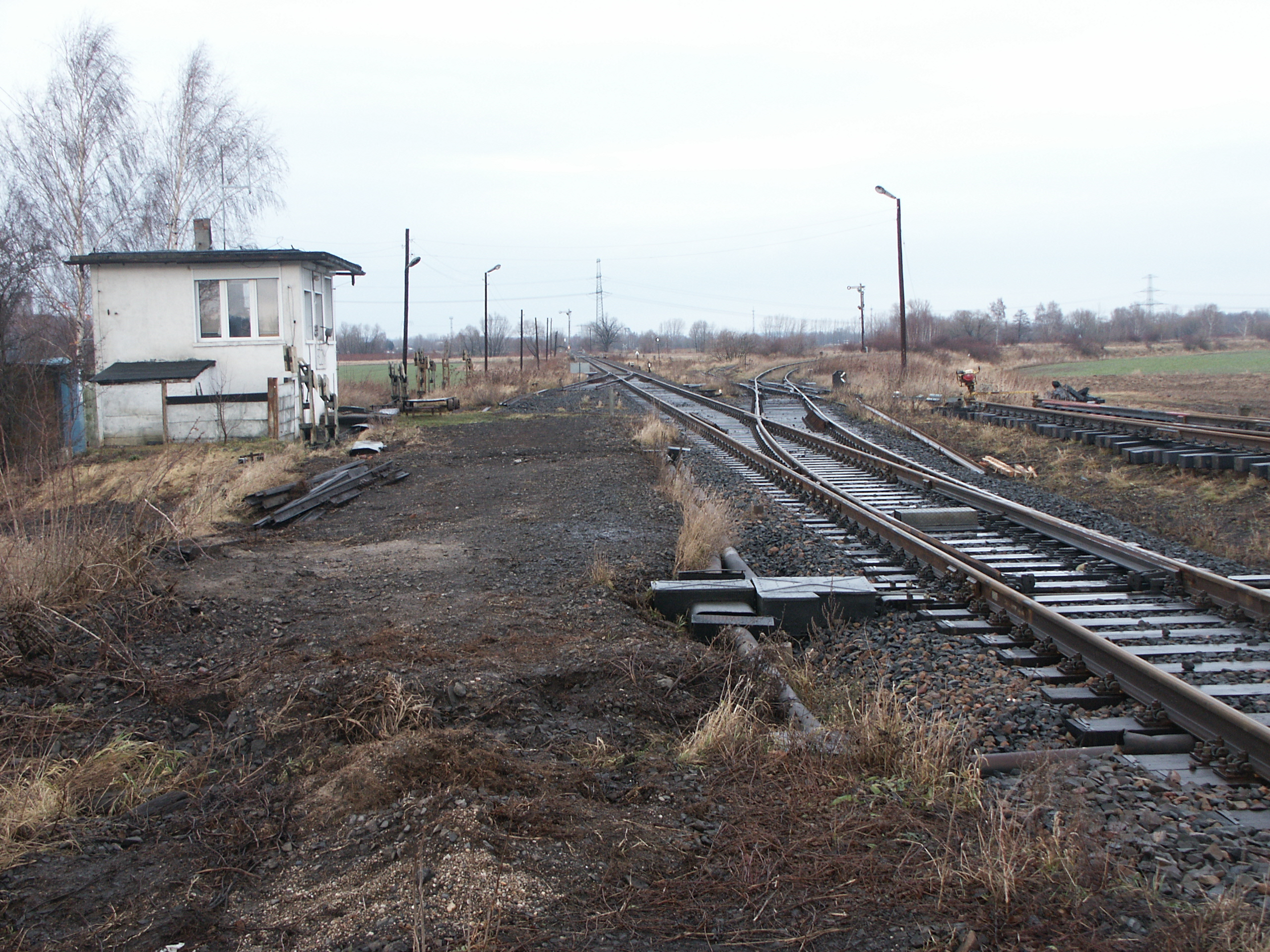
Am Abzweig Reczin mündet die Trasse in die ältere Bahnstrecke Zittau–Hagenwerder ein. Links kommt das Gleis von Hagenwerder, rechts von Mikułowa (2007)

Ausgangspunkt der heutigen Bahnstrecke Mikułowa–Bogatynia war die Kleinbahn Schönberg–Nikolausdorf. Deren Strecke führte ab 1923 vom damaligen Bahnhof Nikolausdorf (Mikułowa) nach Schönberg (heute Sulików). Eine Weiterführung nach Seidenberg war bereits vor dem Zweiten Weltkrieg geplant, wurde aber nicht umgesetzt. Schon bald nach dem Krieg wurde durch die Polnische Staatsbahn (PKP) die bislang in Sulików endende Kleinbahn nach Zawidów verlängert, der Abschnitt ging am 3. Oktober 1948 in Betrieb. Am 15. Mai 1949 ging die Verbindung von Zawidów zum Tagebau Turów  mit dem Bahnhof Turoszów in Betrieb. Dabei wurde zwischen dem Abzweigen Ręczyn und Trcziniec auf 11,7 Kilometern Länge das zu Polen gekommene Teilstück der Neißetalbahn genutzt.
Die Stadt Bogatynia (früher Reichenau) im äußersten südwestlichen Zipfel Polens war bis 1945 über die Schmalspurbahn Zittau–Hermsdorf angebunden. Das auf polnischer Seite verbliebene Teilstück der Strecke diente bis 1961 der Erschließung der Gegend im Braunkohlebergbaugebiet um das Kraftwerk Turów. Am 8. Mai 1960 wurde die Verlängerung der Regelspurstrecke von Turoszów nach Bogatynia eröffnet und die Schmalspurbahn in diesem Abschnitt eingestellt. Der alte Bahnhof der Schmalspurbahn im Zentrum von Bogatynia wurde nicht mehr genutzt, ein neuer Bahnhof entstand am nördlichen Stadtrand.

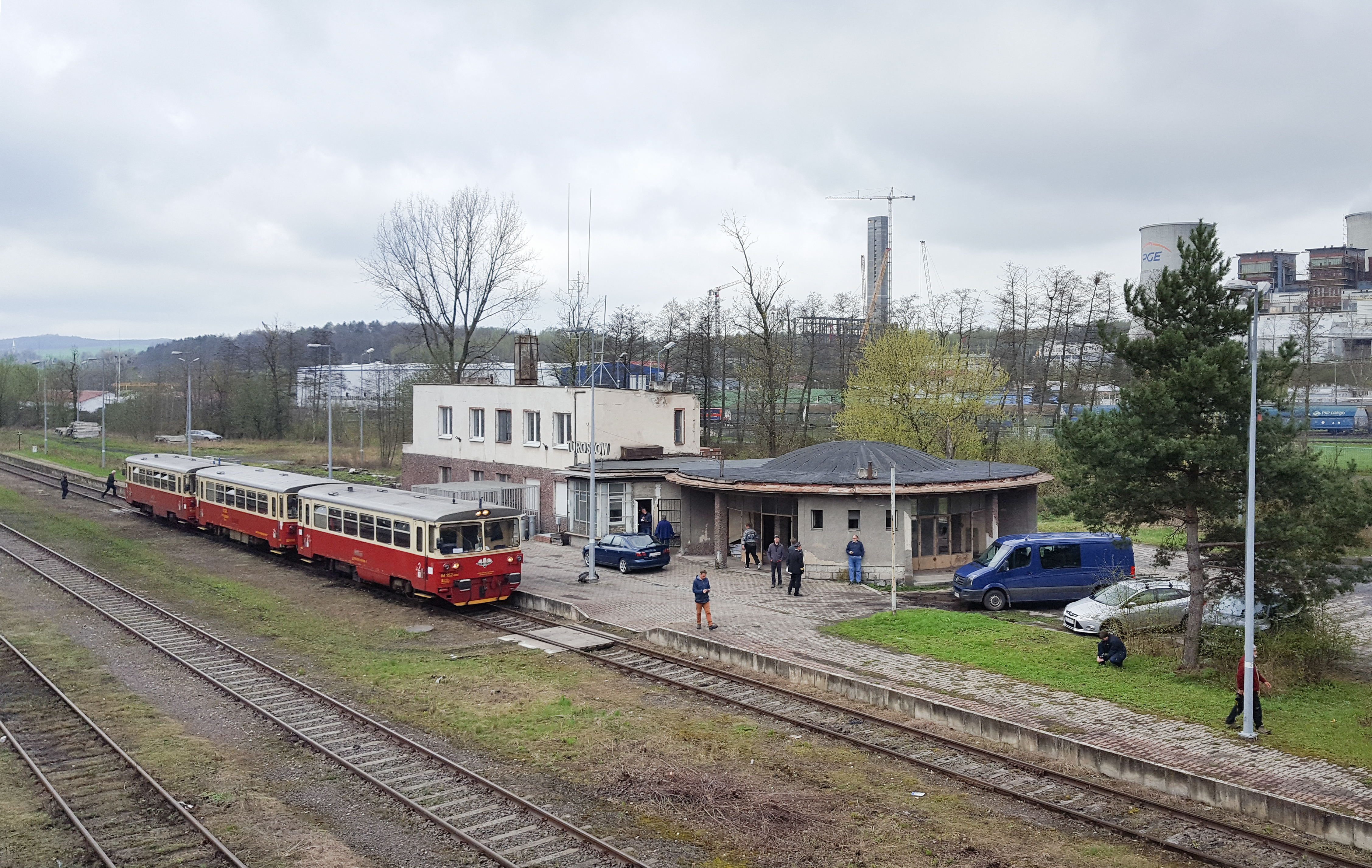
Bahnhof Turoszów mit einem Sonderzug (2017)

Der Personenverkehr auf der Strecke wurde im April 2000 eingestellt.
Güterzüge verkehren sowohl grenzüberschreitend nach Tschechien über den Grenzbahnhof Zawidów als auch zur Versorgung des Kraftwerkes Turów.
Eine Instandsetzung der stillgelegten Strecke zwischen Turoszów und Bogatynia ist vorgesehen. Im Rahmen des Programmes Kolej plus soll der planmäßige Reiseverkehr in der Relation Zgorzelec–Bogatynia zeitnah wieder aufgenommen werden. Eine entsprechende Vereinbarung zwischen der Wojewodschaft Niederschlesien und der Stadt Bogatynia wurde am 30. August 2021 unterzeichnet. In dem Zusammenhang wird die kurze Verbindungskurve zwischen den Abzweigen Wilka 1 und Wilka 2 im Jahr 2025 erneuert und wieder in Betrieb genommen.